# Orthodoxer Westritus
Der orthodoxe Westritus oder orthodoxe abendländische Ritus (englisch The Orthodox Western Rite) ist ein synkretistischer christlicher Ritus abendländischer Färbung, der in einer Reihe orthodoxer Kirchen als Minderheitenritus praktiziert wird.
Der Westritus dient auch als Sammelbezeichnung für die Wiederverwendung jahrhundertelang nicht mehr in Gebrauch befindlicher Liturgien oder monastischer Lebensweisen, die an tatsächliche oder vermutete Notwendigkeiten für den orthodoxen Gebrauch in der Gegenwart angepasst werden. So wird aus einer vorkonziliaren Vorlage, beispielsweise dem Ambrosianischen Ritus alles entfernt, was mit der Orthodoxie unserer Tage unvereinbar scheint, oder umgekehrt wird der Ambrosianische Ritus so „rekonstruiert“, wie er vor 1054 ausgesehen haben könnte und ergänzt nach dem byzantinischen Ritus.
Der Westritus ist damit ein kanonistisches Problem, denn das orthodoxe Kirchenrecht bezieht sich auf den orthodoxen Ostritus, während die abendländischen Riten Eigenheiten aufweisen, die mit diesem in der Orthodoxie der Gegenwart allein gültigen Kirchenrecht nicht kompatibel sind. Daher finden sich im zeitgenössischen Westritus zahlreiche Variationen mit der Absicht, die historischen abendländischen Riten an orthodoxe Gepflogenheiten anzupassen. Dies führt zu einer Byzantinisierung, so dass zu den Charakteristika des Westritus die Ritenvermischung zählt.
Die Idee und die damit verbundenen Bemühungen um eine kirchliche Anerkennung innerhalb einer kanonischen orthodoxen Jurisdiktion gehen auf den konvertierten katholischen Priester Julian Joseph Overbeck zurück (1820–1905). Die Westritusgemeinden und -klöster stehen unter folgenden Jurisdiktionen (Stand: Januar 2020):
- Russische Orthodoxe Kirche im Ausland – unter dem Omophorion des Ersthierarchen[1]
- Griechisch-Orthodoxes Patriarchat von Antiochien[2]
- Rumänisch-Orthodoxe Kirche[3]
- Orthodoxe Kirche in Amerika[4]
- Église Orthodoxe Catholique de France – steht seit 1993 mit keiner kanonischen orthodoxen Kirche in Sakramentsgemeinschaft.[5]

Die meisten Westritusgemeinden befinden sich derzeit in den USA (Stand: Januar 2020).